# Отель разбитых сердец
«Оте́ль разби́тых серде́ц» (англ. Heartbreak Hotel) — кинофильм режиссёра Криса Коламбуса.

## Сюжет
Мэри Вульф — мать одиночка с двумя детьми, у которой сейчас трудный период в жизни. Поэтому её сын Джонни на день рождения матери похищает её любимого певца — короля рок-н-ролла Элвиса Пресли.
Джонни и Элвис поначалу не ладят. Но вскоре они узнают друг друга лучше и становятся друзьями. Элвис даже играет «Heartbreak Hotel» с группой мальчика в шоу талантов.

## В ролях
- Дэвид Кит — Элвис Пресли
- Тьюсдей Уэлд — Мэри Вульф
- Чарли Шлэттер — Джонни Вульф
- Анджела Готалс — Пэм Вульф
- Крис Малки — Стив Айрес
- Жак Линн Колтон — Рози Пантанеллио